# Traci Harding
Traci Harding (n. 28 august 1964, City of Parramatta Council⁠(d), Noul Wales de Sud, Australia) este o romancieră australiană. În scrierile sale ea combină fantezia, realul, istoria și credințele ezoterice.

## Opere
- The Ancient Future trilogie, conținând:
  - The Ancient Future: The Dark Age (1996)
  - An Echo in Time: Atlantis (1997)
  - Masters of Reality: The Gathering (1998)
- The Alchemist's Key (1999)
- The Celestial Triad, conținând:
  - Chronicle of Ages (2000)
  - Tablet of Destinies (2001)
  - Cosmic Logos (2002)
- Ghostwriting (2002) (short stories)
- The Book of Dreams (2003)
- The Mystique Trilogy, conținând:
  - Gene of Isis (2005)
  - The Dragon Queens(2007)
  - The Black Madonna(Due out 2008)